# تريزا (مسلسل)
تيريزا (بالإنجليزية: Teresa)‏، هو مسلسل تلفزيوني مكسيكي، أنتجته لوسي أوروزكو لصالح شركة تيليفيسا في عام 1989.
أدت سلمى حايك بطولة دورها الأول والوحيد كشخصية رئيسية في المسلسلات التلفزيونية، إلى جانب رافائيل روخاس ودانييل خيمينيز كاتشو وميغيل بيزارو. حصل المسلسل والعديد من الممثلات على جوائز في عامي 1989 و1990.

## القصة
تريزا هي شخصية بطلة جميلة وذكية، تتمتع بالعناد، الغرور، والطموح. ذات يوم، تحصل على وظيفة في إحدى الشركات التي يرأسها رجل أوروبي، وتقرر متابعة دراستها لتحقيق التفوق. تقتنع تريزا بأنها نشأت في بيئة غير ملائمة، إذ تعتقد أن فتاة جميلة مثلها يجب أن تكون غنية ومن طبقة أرستقراطية. كانت تسبب العديد من المشاكل مع عائلتها بسبب المال، وتدعي أنها تستطيع كسب المال بفضل جمالها وأناقتها.
تتميز تريزا بسوء التصرف واهتمامها الزائد بالمال والسلطة على حساب الحب، مما يضعها في صراع دائم بين عقلها وقلبها. تسعى لاستخدام الرجال الذين تقابلهم لتحقيق حلمها في الهروب من فقرها، مما يخلق العديد من التوترات والمواقف المشوقة. في المسلسل، تتطور علاقات الشخصيات بطرق غير متوقعة، ما يزيد من إثارة الأحداث.
الاختيارات الموفقة للممثلين في النسخة جعلت من العمل مميزًا، حيث شارك فيه مجموعة من أبرز نجوم الدراما اللاتينية مثل رافائيل روخاس، دانيال خيمنيز كاتشو وميغيل بيزارو. هؤلاء الممثلون أضافوا للمسلسل عمقًا وجاذبية كبيرة، مما جعل المشاهدين يتابعون تطورات القصة بشغف.
بفضل شخصيتها القوية والأحداث المثيرة، تعتبر تريزا واحدة من الشخصيات التي تثير الكثير من الانتباه، حيث تجمع بين الطموح الكبير والتحديات النفسية التي تواجهها في سعيها لتحقيق أهدافها.

## الممثلون
| الاسم باللغة العربية  | الاسم بالإنجليزية       | الشخصية                |
| --------------------- | ----------------------- | ---------------------- |
| سلمى حايك             | Salma Hayek             | تريزا مارتينيز         |
| رافائيل روخاس         | Rafael Rojas            | ماريو كاسترو           |
| نادريا كاروديفا       | Nadia Haro Oliva        | أولاليا                |
| مرسيدس باسكوال        | Mercedes Pascual        | إنريكيتا مارتينيز      |
| دانيال خيمينيز كاتشو  | Daniel Giménez Cacho    | هكتور دي لا باريرا     |
| ميغيل بيزارو          | Miguel Pizarro          | راؤول سولورزانو        |
| باتريشيا بيريرا       | Patricia Pereyra        | أورورا مولينا          |
| باتريشيا رييس سبندولا | Patricia Reyes Spíndola | جوزفينا مارتينيز       |
| كلاوديو بروك          | Claudio Brook           | دون فابيان             |
| أليخاندرو رباغو       | Alejandro Rábago        | أرماندو مارتينيز       |
| روزا ماريا بيانكي     | Rosa María Bianchi      | روزا مولينا            |
| هيكتور غوميز          | Héctor Gómez            | مانويل مولينا          |
| عمر رودريغيز          | Omar Rodríguez          | خوسيه أنطونيو غاراي    |
| باتريسيا برنال        | Patricia Bernal         | إسبيرانسا              |
| خوان كارلوس بونيت     | Juan Carlos Bonet       | خوسيه ماريا            |
| مارغريتا إيزابيل      | Margarita Isabel        | مارسيلا                |
| خورخي ديل كامبو       | Jorge del Campo         | الدكتور دومينغو سانشيز |
| أنطونيو إسكوبار       | Antonio Escobar         | دلفينو                 |
| جيرمان نوفوا          | Germán Novoa            | راهب                   |
| أوسكار فاييخو         | Oscar Vallejo           | بوليش                  |

## وصلات خارجية
- تريزا على موقع IMDb (الإنجليزية)
- تريزا على موقع كينوبويسك (الروسية)
- تريزا على موقع قاعدة بيانات الفيلم (الإنجليزية)